# Culot (ornement)
Pour les articles homonymes, voir Culot.
En termes de sculpture, le culot désigne un motif ornemental en manière de tigette, d'où sortent des rinceaux de feuillage, et qui s'emploie dans les frises, les bas-reliefs et en divers ornements tels que rosaces, postes, entrelacs, etc.
Le culot désigne aussi la partie inférieure d'une lampe d'église ou d'un bénitier.

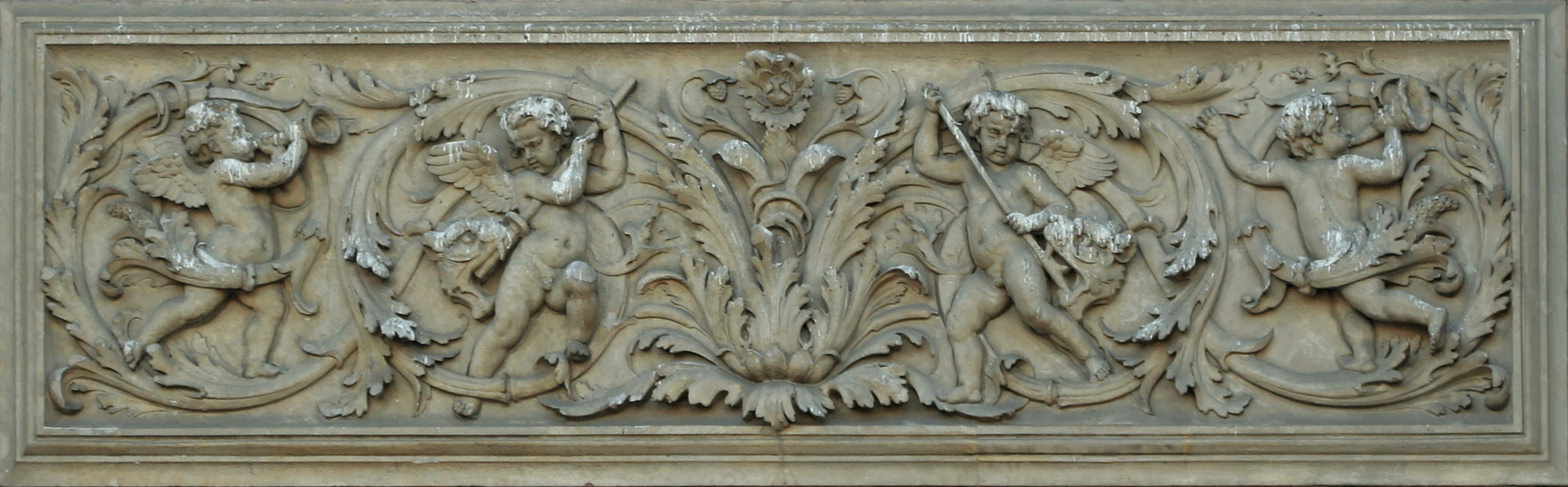
Culot d'acanthe.
Chute de culots.